# Sarbicko
Sarbicko (deutsch: Gerbitz) ist ein Dorf in der Woiwodschaft Großpolen in Polen. Es gehört zur Gemeinde Tuliszków im Powiat Turecki und liegt auf einer Höhe von etwa 122 Metern über dem Meeresspiegel. Das Verwaltungszentrum der Gemeinde in Tuliszków ist etwa drei Kilometer in nördlicher Richtung von Sarbicko entfernt. Haupteinnahmequellen des Dorfes sind die Forst- und die Landwirtschaft.